# Томпкинс, Энджел
Э́нджел То́мпкинс (англ. Angel Tompkins; род. 20 декабря 1942, Олбани, Калифорния) — американская актриса кино и телевидения.

## Биография
Энджелайн Бернайс Стромберг (настоящее имя актрисы) родилась 20 декабря 1942 года в городе Олбани (Калифорния), но выросла в Чикаго (по другим данным, в Чикаго она и родилась). Окончив школу, стала работать моделью. В 1967 году на одном из показов её заметил известный режиссёр Вуди Аллен, который предложил девушке контракт с киностудией Universal Pictures. Энджел согласилась, переехала в Голливуд и с 1968 года начала сниматься в кинофильмах и телесериалах.
В 1971 году номинировалась на премию «Золотой глобус» в категории «Самый многообещающий новичок» за роль в фильме «Я люблю свою жену», но не получила награды. В феврале 1972 года появилась в журнале Playboy в образе обнажённого ангела.
Актриса более или менее регулярно снималась до 1992 года, после чего лишь разово появилась на экранах в 2001 и 2018 годах.
Гильдия киноактёров США
В 1991 году Томпкинс была избрана «национальным секретарём звукозаписи» при Гильдии киноактёров США. В 1995 году она баллотировалась на пост президента, но проиграла Ричарду Мазуру. В 1996 году вошла в совет директоров. В 1999 году она снова баллотировалась в президенты, но опять проиграла, на этот раз Уильяму Дэниелсу. В 2001 году Томпкинс снова безрезультатно попыталась стать президентом гильдии, уступив Мелиссе Гилберт.
Личная жизнь
О личной жизни актрисы известно мало. Она замужем за малоизвестным телесценаристом по имени Тед Лэнг (род. 1944). У пары двое детей, супруги живут в Лос-Анджелесе или Сан-Франциско.

## Избранная фильмография

### Широкий экран
- 1970 — Я люблю свою жену[англ.] / I Love My Wife — Хелин Доннелли
- 1972 — Первоклассный товар / Prime Cut — Кларабель
- 1973 — Дон мёртв[англ.] / The Don Is Dead — Руби Дюнн
- 1974 — Учительница[англ.] / The Teacher — Диана Маршалл, учительница
- 1975 — Широко шагая 2[англ.] / Walking Tall Part 2 — Марганн Стилсон
- 1977 — Фермер / The Farmer — Бетти Маккрэйл
- 1980 — Аллигатор / Alligator — журналистка
- 1986 — Закон Мёрфи[англ.] / Murphy's Law — Джэн
- 1986 — В опасной близости[англ.] / Dangerously Close — миссис Уотерс
- 1987 — Тигриная история[англ.] / A Tiger's Tale — Ла Вонн
- 1987 — Амазонки на Луне / Amazon Women on the Moon — Первая леди (в новелле «Первая леди вечера»)
- 1988 — Из другого мира[англ.] / Not of This Earth — женщина с планеты Даванна (озвучивание, в титрах не указана)
- 1989 — Безжалостный / Relentless — Кармен

### Телевидение
- 1968 — Дикий, дикий Вест[англ.] / The Wild Wild West — Марсия Деннисон (в эпизоде The Night of the Death-Maker[англ.])
- 1968 — А вот и невесты[англ.] / Here Come the Brides — Дженни (в эпизоде The Man of the Family)
- 1968 — Хорошие парни[англ.] / The Good Guys — медсестра (в эпизоде Is This Trip Necessary?)
- 1969 — Сеть[англ.] / Dragnet — Сара Филлипс (в эпизоде Forgery: DR-33)
- 1969 — Менникс[англ.] / Mannix — Барбара Стонер / Сондра Маркем (в эпизоде A Sleep in the Deep[англ.])
- 1970 — Бонанза / Bonanza — миссис Джейни Ланд (в эпизоде The Night Virginia City Died[англ.])
- 1970 — Диснейленд[англ.] / Disneyland — Фрэн Харпер (в эпизоде Hang Your Hat on the Wind[англ.])
- 1970 — Ночная галерея[англ.] / Night Gallery — Лайла Бомен (в эпизоде Room with a View[англ.])
- 1970 — Ночное шоу с Джонни Карсоном[англ.] / The Tonight Show Starring Johnny Carson — гостья (в выпуске от 18 декабря)
- 1971 — Название игры[англ.] / The Name of the Game — Вики Уорд (в эпизоде A Sister from Napoli[англ.])
- 1971 — ФБР / The F.B.I. — Полли (в эпизоде Death Watch[англ.])
- 1971 — О’Хара — достояние Америки[англ.] / O'Hara, U.S. Treasury — Диана (в эпизоде Operation: Big Store)
- 1971 — Любовь по-американски[англ.] / Love, American Style — Джойс (в 2 эпизодах)
- 1971—1972 — Айронсайд[англ.] / Ironside — разные роли (в 2 эпизодах[англ.])
- 1971—1973 — Шоу Мерва Гриффина[англ.] / The Merv Griffin Show — гостья (в 5 выпусках)
- 1972 — Поиск[англ.] / Search — Глория Хардинг (в 2 эпизодах)
- 1973 — Затерянные среди звёзд[англ.] / The Starlost — Дафна (в эпизоде Gallery of Fear)
- 1974 — Женщина-полицейский / Police Woman — Ванда Мэй Кубельски (в эпизоде Anatomy of Two Rapes[англ.])
- 1974 — Детектив Макклауд[англ.] / McCloud — Мэдж (в эпизоде The Concrete Jungle Caper)
- 1977 — Детектив Коджак / Kojak — Джоселин Мэйфэйр (в эпизоде Case Without a File[англ.])
- 1977 — Ангелы Чарли / Charlie's Angels — Джин Тревор (в эпизоде Angels on Horseback[англ.])
- 1978 — Трое — это компания / Three's Company — Грейс Томпсон (в эпизоде The Fast)
- 1979 — Калифорнийский дорожный патруль[англ.] / CHiPs — Билли Уэйкфилд / Лори Виндзор (в эпизоде Destruction Derby[англ.])
- 1983 — Рыцарь дорог / Knight Rider — разные роли (в 2 эпизодах[англ.])
- 1984 — Каскадёры / The Fall Guy — Лайта (в эпизоде Prisoner[англ.])
- 1985 — Тихая пристань / Knots Landing — Мэгги (в эпизоде #14 with a Bullet[англ.])
- 1985 — Саймон и Саймон[англ.] / Simon & Simon — разные роли (в 2 эпизодах)
- 1986 — Ти Джей Хукер / T. J. Hooker — Диана (в эпизоде Death Trip[англ.])
- 1987 — Автостопщик / The Hitchhiker — Джанет О’Мелл (в эпизоде Homebodies)
- 1987 — Удивительные истории / Amazing Stories — Майа (в эпизоде Miss Stardust)
- 1990 — Проблемы роста[англ.] / Growing Pains — Натали (в эпизоде Daddy Mike[англ.])